# Peștera Skhul
Es-Skhul (es-Skhūl, {în {lang-ar|السخول}}; însemnând copil, capră tânără) sau Peștera Skhul este o peșteră, sau un sit preistoric situat la aproximativ 20 km (12,4 mi) sud de orașul Haifa, Israel, și la 3 km (1,9 mi) de Marea Mediterană.
Împreună cu siturile din apropiere din Peștera Tabun, Peștera Jamal, și Peștera de la El Wad, Skhul face parte din Rezervația Naturală Nahal Me'arot, un parc național și Situl Patrimoniului Mondial UNESCO.
Situl a fost excavat pentru prima dată de Dorothy Garrod în vara anului 1928. Săpătura a scos la iveală primele dovezi ale culturii târzii epipaleolitic natufian, caracterizată prin prezența a numeroase unelte de piatră microlit, înmormântări umane și unelte de piatră măcinată. Skhul reprezintă, de asemenea, o zonă în care Neanderthals – posibil prezent în regiune între 200.000 și 45.000 de ani în urmă – ar fi putut trăi alături de acești oameni datând de acum 100.000 de ani. Peștera are, de asemenea, straturi de paleolitic mediu.
Rămășițele găsite la es-Skhul, împreună cu cele găsite în celelalte peșteri ale lui Nahal Me'arot (Wadi el-Mughara) și Mugharet el-Zuttiyeh, au fost clasificate în 1939 de Arthur Keith și de⁠(Theodore D. McCown)[D. McCown&page=de&targettitle=de traduceți] ca Palaeoanthropus palestinensis, descendent al lui Homo heidelbergensis..